# Márton Czuczor
Márton Czuczor (* 8. Dezember 1989) ist ein professioneller ungarischer Pokerspieler.

## Persönliches
Czuczor studierte Wirtschaftsinformatik an der Corvinus-Universität Budapest. Er lebt in Budapest.

## Pokerkarriere
Czuczor spielt seit Mai 2009 online unter den Nicknames noirduck (PokerStars sowie Full Tilt Poker), WorldIsOurs (888poker sowie PokerStars.FR), Grunwalsk1 (partypoker), Allée Guru (PokerStars.ES) und LeCanardNoir (Winamax). Dabei hat er sich Preisgelder von knapp 5 Millionen US-Dollar erspielt, wobei der Großteil von knapp 3,5 Millionen US-Dollar auf PokerStars gewonnen wurde.
Seine erste Geldplatzierung bei einem Live-Turnier erzielte Czuczor Anfang September 2010 beim Main Event der European Poker Tour (EPT) in Vilamoura. Dort belegte er den elften Platz und erhielt mehr als 20.000 Euro Preisgeld. Im Jahr 2011 war er erstmals bei der World Series of Poker (WSOP) im Rio All-Suite Hotel and Casino am Las Vegas Strip erfolgreich und kam bei zwei Turnieren der Variante No Limit Hold’em in die Geldränge, u. a. belegte er den 127. Platz im Main Event. Anfang September 2013 wurde er bei einem Event der EPT in Barcelona Zweiter und sicherte sich aufgrund eines Deals 105.000 Euro. Mitte Dezember 2016 belegte der Ungar beim EPT-Main-Event in Prag nach verlorenem Heads-Up gegen den Niederländer Jasper Meijer den zweiten Platz, der ihm aufgrund eines Deals 630.000 Euro einbrachte. Anfang Juli 2017 wurde Czuczor bei einem Turnier der WSOP 2017 Vierter und erhielt rund 185.000 US-Dollar. Beim National High Roller der EPT Barcelona belegte er Ende August 2018 ebenfalls den vierten Platz und sicherte sich über 150.000 Euro. Anfang Mai 2019 platzierte er sich beim EPT High Roller in Monte-Carlo auf dem dritten Rang mit einer Auszahlung von mehr als 360.000 Euro. Anfang September 2019 wurde der Ungar beim EPT-Main-Event in Barcelona Zweiter und erhielt aufgrund eines Deals mit dem Schweden Simon Brändström sein bisher höchstes Preisgeld von mehr als 1,2 Millionen Euro. Das EPT High Roller in Monte-Carlo beendete der Ungar im Mai 2022 auf dem mit rund 330.000 Euro dotierten vierten Platz.
Insgesamt hat sich Czuczor mit Poker bei Live-Turnieren mehr als 4,5 Millionen US-Dollar erspielt.